# Domenico Morace
Domenico Morace (Reggio Calabria, 1943) è un giornalista italiano.

## Biografia
Giornalista sportivo, intraprese la carriera come corrispondente locale del Corriere dello Sport. Approdò quindi come cronista alla redazione centrale a Roma, col compito di seguire le vicende della squadra di calcio della Lazio; da qui il passaggio a caporedattore nella redazione milanese del quotidiano, dove negli anni si occupò prevalentemente del calciomercato internazionale.
Tornò alla sede centrale romana nel 1981, sempre come caporedattore, per poi divenire dal 1983 vicedirettore e responsabile della cosiddetta edizione "verde" del quotidiano, quella distribuita del Centro-Nord del Paese, ovvero nella vecchia zona d'influenza di Stadio (testata che si era fusa col Corriere sei anni prima); finché l'11 ottobre 1986 subentrò a Giorgio Tosatti come direttore responsabile del Corriere dello Sport - Stadio, incarico mantenuto fino al 28 febbraio 1991.
Successivamente, dal marzo 1994 al luglio 1996 assunse un'altra direzione, quella del settimanale Guerin Sportivo. Al termine di questo impegno, divenne commentatore televisivo per la Rai.

## Opere
- Una storia piccola, 2000, Silea, ISBN 88-87838-09-7.
- L'oro delle mafie. Il grande affare delle confische, con Franco La Torre ed Elio Veltri, 2020, Roma, Paper First, ISBN 978-88-997-8488-1.